# Caduceu

Caduceu

O caduceu ☤ ou emblema de Hermes (Mercúrio) é um bastão em torno do qual se entrelaçam duas serpentes e cuja parte superior é adornada com asas. É um antigo símbolo, cuja imagem pode ser vista na taça do rei Gudea de Lagash, 2.600 anos a.C., e sobre as tábuas de pedra denominadas, na Índia, nagakals. Esotericamente, está associado ao equilíbrio moral, ao caminho de iniciação e ao caminho de ascensão da energia kundalini. A serpente da direita é chamada Od, que representa a vida livremente dirigida; a da esquerda Ob, vida fatal e o globo dourado no cimo Aur, que representa a luz equilibrada. Estas duas serpentes opostas figuram forças contrárias que podem se associar mas não se confundir. É frequentemente confundido com o símbolo da contabilidade que possui chapéu significando pensamento elevado, no lugar da bola, o bordão de Esculápio ou bastão de Asclépio.

## Simbologia
O caduceu, do Grego κηρύκειον kērukeion "bastão dos arautos".

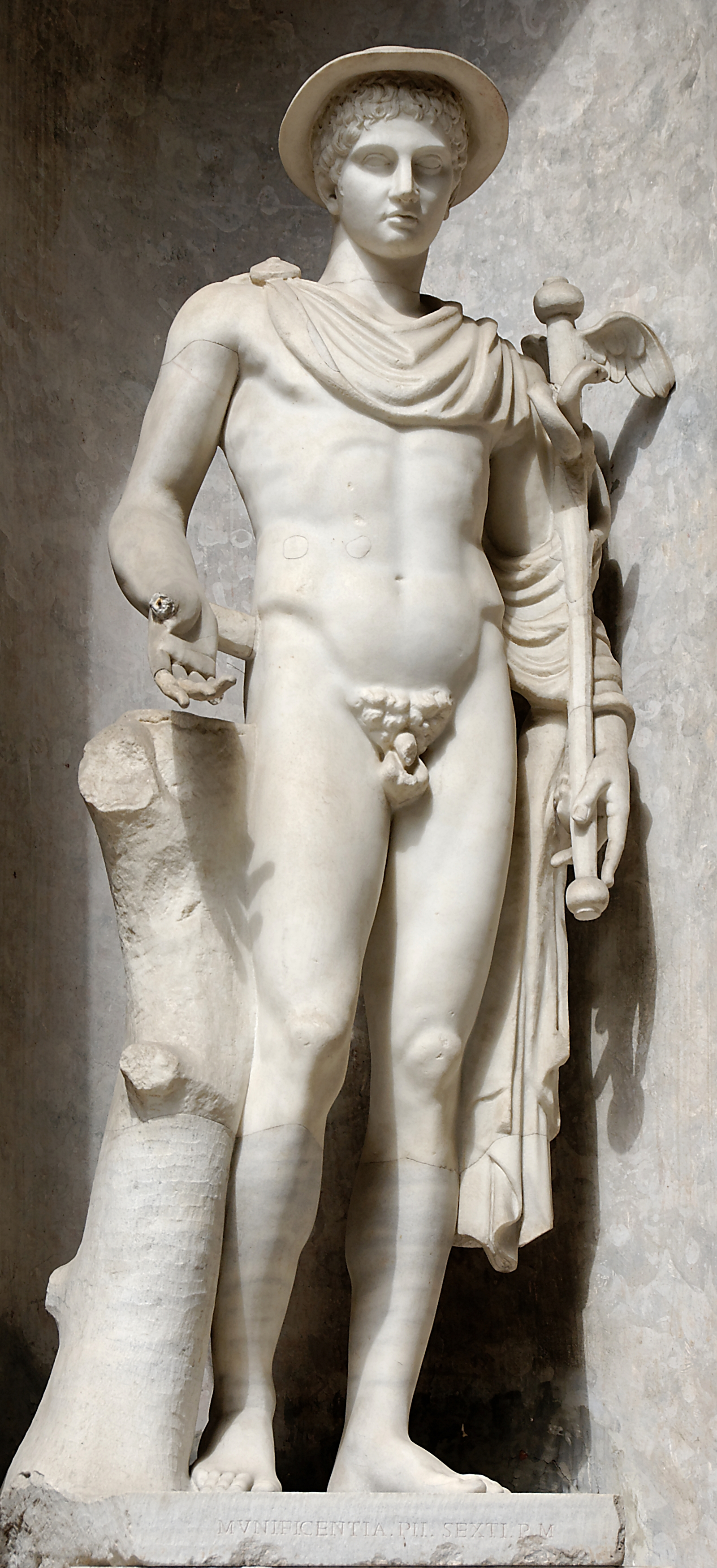
Hermes Ingenui, o deus olímpico, das fronteiras e dos viajantes que as cruzam. Dos comerciantes, pastores, do galo, dos oradores e do engenho de astutos pensamentos dos literatos e poetas, do atletismo dos pesos e medidas

As duas serpentes entrelaçadas do caduceu também representam o número oito (8) e são o símbolo do equilíbrio entre as forças antagônicas, representando também o eterno movimento cósmico, base de regeneração e de infinito. É a verticalidade formal do símbolo do Infinito (∞).
O caduceu é também apresentado como símbolo do comércio. De fato, pela extensão com a associação de Mércurio/Hermes, o caduceu é reconhecido como o mensageiro, símbolo do comércio e da negociação. É utilizado como emblema em diversas instituições dedicadas ao estudo e ensino das ciências contábeis. Institutos superiores de comércio do Chile, também é utilizado nos logotipos da Liga de Defesa Comercial "Lideco", do colégio de contadores, economistas e administradores, da IPN no México e da escola superior de comércio Carlos Pellegrini de Buenos Aires, entre muitas outras.
Mas, segundo Fulcanelli, o caduceu simboliza o mercúrio filosófico. Ou seja, o resultado da absorção poderosa do enxofre metálico pelo mercúrio em estado líquido, que não pode ser desfeita uma vez juntos. A serpente simboliza o mercúrio a se apoderar do enxofre metálico, que por sua vez é o caduceu, o cajado de ouro de Abraão.